# نيناد ميشانوفيتش
نيناد ميشانوفيتش (بالصربية: Ненад Мишановић) مواليد 11 يونيو 1984 في جمهورية البوسنة والهرسك الاشتراكية، هو لاعب كرة سلة صربي. بدأ مسيرته الاحترافية في سنة 2001. يلعب في الدوري المقدوني لكرة السلة كلاعب وسط.

## المسيرة الاحترافية
لعب مع نادي ريد ستار لكرة السلة من سنة 2005 إلى 2008، ثم لعب مع نادي دينامو موسكو لكرة السلة في سنة 2008، ثم لعب مع نادي بودوشنوست لكرة السلة في موسم 2008–2009، ثم لعب مع نادي رادنيتشكي كراغوييفاتس لكرة السلة في سنة 2009، ثم لعب مع نادي بوزنان لكرة السلة في سنة 2010.

## الإنجازات
- الدوري الأدرياتيكي : (2005)

## روابط خارجية
- نيناد ميشانوفيتش على موقع الاتحاد الدولي لكرة السلة (الإنجليزية)
- نيناد ميشانوفيتش على موقع الدوري الأوروبي لكرة السلة (الإنجليزية)
- نيناد ميشانوفيتش على موقع كرة السلة الأوروبية.كوم (الإنجليزية)
- نيناد ميشانوفيتش على موقع ريلجم (الإنجليزية)
- نيناد ميشانوفيتش على موقع بروبوليرز (الإنجليزية)
- نيناد ميشانوفيتش على موقع سبورتس رفرنس (الإنجليزية)